# 데이비드 스페이드
데이비드 스페이드(David Spade, 1964년 7월 22일 ~ )는 미국의 스탠드업 코미디언, 배우이다. 시트콤 《저스트 슛 미》(1997-2003)를 통해 프라임타임 에미상과 골든 글로브상 후보에 올랐다.

## 출연 작품

### 영화
- 크레이지 토미 보이 (1995)
- 조는 못말려 (2001)
- 벤치워머스 (2006)
- 다 큰 녀석들 (2010)
- 다 큰 녀석들 2 (2013)
- 리디큘러스 6 (2016)
- 두 오버 (2016)
- 넌 실수였어 (2020) - 팀 모리스 역

### 애니메이션 영화
- 야! 러그래츠 (1998)
- 쿠스코? 쿠스코! (2000)
  - 쿠스코? 쿠스코! 2 (2005)
- 몬스터 호텔 (2012)
  - 몬스터 호텔 2 (2015)
  - 몬스터 호텔 3 (2018)
  - 몬스터 호텔 4: 뒤바뀐 세계 (2022)
- 화이트 고릴라 (2013) - 영어 더빙

### 텔레비전
- 저스트 슛 미 (1997-2003)
- 아빠는 연애코치 (2004-05)
- 커플수칙 (2007-13)